# 崑山科技大学
崑山科技大学（こんざんかぎだいがく、英:Kun Shan University of Technology）は、台南市永康区に位置する私立大学である。5学部21学科、修士課程は13課程、博士課程が1課程を有しており、大規模な大学である。

## 歴史
| 年     | 月日    | 事跡                                  |
| ------ | ------- | ------------------------------------- |
| 1965年 | 4月29日 | 5年制の「崑山工業専科学校」として開校 |
| 1971年 | 8月     | 2年制夜間部を設置                     |
| 1991年 | 8月     | 「崑山工商専科学校」と改称            |
| 1996年 | 8月     | 「崑山技術学院」と改称                |
| 2000年 | -       | 「崑山科技大学」と改称                |

## 組織
| | |
| - 技術学部 - 高分子材料学科 - 電子学科/大学院 - 電機学科/大学院 - 機械学科/大学院 - 環境工学科/大学院 - 商業管理学部 - 国際貿易学科 - 財務金融学科 - 不動産経営学科 - 会計情報学科 - 企業管理学科/大学院 - 人文科学学部 - 応用英語学科 - 幼児保育学科 - 教養課程センター - 教員養成センター | - メディア造型学部 - 空間デザイン学科 - 情報コミュニケーションデザイン学科 - 公共関係広告学科 - 視覚コミュニケーションデザイン学科/大学院 - 情報テクノロジー学部 - 情報技術学科 - 情報コミュニケーション学科 - コンピューターコミュニケーション学科 - 情報管理学科/大学院 - 研究センター - ニュースセンター - 補助学習センター - 芸術センター - ナノテクノロジー研究開発センター - 高精度工業センター - イマジネーション支援センター - 保健テクノロジーセンター - バーチャルリアリティー制作センター - マルチメディア制作センター - クリーネネルギーセンター - 崑山附属幼稚園 |

## 主な教員
- 朝倉直巳